# Corral del Mestre (Perauba)
El Corral del Mestre era un corral del terme municipal de Conca de Dalt, dins de l'antic terme d'Hortoneda de la Conca, pertanyent a l'antic poble de Perauba.
Estava situat a l'extrem de llevant del Boïgot del Mestre, al costat de ponent de la Feixa de Viu, al nord-oest de la Collada del Corral del Mestre. És a l'esquerra del barranc del Vinyal, al nord-est, lluny, de la Torre de Perauba.